# میستی دان
میستی دان (انگلیسی: Misty Dawn؛ زاده ۱۵ مهٔ ۱۹۶۳) بازیگر پورنوگرافی است.